# بيت الشمري (نجرة)

تعديل مصدري - تعديل

بيت الشمري هي إحدى قرى عزلة قدم بمديرية نجرة التابعة لمحافظة حجة، بلغ تعداد سكانها 381 نسمة حسب تعداد اليمن لعام 2004.